# Letná (Zlín, stadion)
Letná je fotbalový stadion, který se nachází v moravském Zlíně. Své domácí zápasy zde odehrává FC Zlín. Nachází se v blízkosti řeky Dřevnice. Kapacita stadionu je 5 898 míst k sezení. Od roku 2003 má stadion umělé osvětlení o intenzitě 1500 luxů, od roku 2006 dostavěnou východní zastřešenou tribunu, a od roku 2009 vyhřívaný trávník.

## Seznam tribun a jejich kapacit
Zdroj:
- Hlavní tribuna (pojme 1 831 diváků)
- Východní tribuna (pojme 1 548 diváků)
- Jižní tribuna (pojme 988 diváků)
- Severní tribuna (pojme 1 531 diváků)